# 信宜润楠
信宜润楠（学名：Machilus wangchiana）为樟科润楠属下的一个种。

## 扩展阅读
- 維基物種上的相關：信宜润楠